# Pedro Zabalza Arrospide
Pedro Zabalza Arrospide (Minas, 1913 - Minas, julio de 1996) fue un político, abogado, escribano y hacendado uruguayo, dirigente del Partido Nacional.

## Biografía
Se graduó como abogado y escribano en la Universidad de la República. Desde que era estudiante militó en filas herreristas, junto con otros futuros dirigentes nacionalistas como Luis Alberto de Herrera y Dardo Ortiz.
Fue dos veces intendente de Lavalleja, integró el Concejo Departamental y fue varias veces Senador de la República. En 1958 adhirió al Movimiento Ruralista de Benito Nardone y en noviembre de ese año fue elegido al Consejo Nacional de Gobierno. Asumió el cargo el 1 de marzo de 1959; pero renunció poco después de aprobada la Ley de Reforma Cambiaría impulsada por el ministro Juan Eduardo Azzini.
En 1971 fue uno de los principales dirigentes que acompañó a Wilson Ferreira Aldunate en la fundación del Movimiento Por la Patria. En noviembre fue elegido senador junto a Ferreira Aldunate y Carlos Julio Pereyra, quienes ocuparon el cargo hasta el golpe de Estado del 27 de junio de 1973. Estuvo proscripto de la actividad política partidaria durante la dictadura cívico-militar (1973 - 1985). Una vez restaurada la democracia, fue vicepresidente del Directorio del Banco Hipotecario del Uruguay entre 1985 y 1989, en representación del partido Nacional.
Sus hijos Jorge y Ricardo, formaron parte del Movimiento de Liberación Nacional - Tupamaros. En 1969 debió reconocer y enterrar el cadáver de su hijo Ricardo, abatido en Pando el 8 de octubre de 1969. A raíz de este episodio presentó renuncia a su cargo como senador, pero no le fue aceptada y continuó en sus funciones hasta el 27 de junio de 1973.
Falleció en Minas en julio de 1996 a los 83 años. Fue velado en su residencia en Minas con Honores de Ministro de Estado y sepultado en el panteón familiar del cementerio Central de Minas, junto a los restos de su hijo Ricardo.